# Algeciras
Algeciras (pron. [ˌalxeˈθiras]) è una città spagnola di circa 122.368 abitanti nella provincia di Cadice, nella comunità autonoma dell'Andalusia.
La città è posta all'estremo meridionale della penisola iberica, sullo stretto di Gibilterra, in una piccola baia sopra una terrazza di arenaria rossa depositata in epoca quaternaria dal Río de la Miel.
Il suo nome deriva dall'arabo Al-Jazīra al-Khadrā (الجزيرة الخضراء), "l'isola verde", imposto nel 711 dai primi conquistatori arabi sbarcati sulla penisola.
La principale risorsa economica del suo territorio è il porto situato nell'omonima baia. Il porto di Algeciras è infatti il principale porto spagnolo per volumi di traffico merci e passeggeri. Nel corso del 2008 ha movimentato 42,7 milioni di tonnellate di merci containerizzate, a cui corrisponde un dato di 3.324.310 TEUs, e più di 5 milioni di passeggeri, mostrando un trend in leggera crescita nonostante la crisi economica globale del 2009.

## Storia
I resti archeologici rinvenuti vi localizzano la città romana di Iulia Traducta, fondata tra il 33 ed il 27 a.C. per trasferirvi in maniera coatta una parte degli abitanti della città nordafricana di Zilil (l'odierna Asīlah) a causa di un'insurrezione.
Dal II secolo la zona, di grande valore strategico come ponte verso l'Africa del Nord, inizia a subire invasioni da parte di mori, Suebi, Franchi, Bizantini e Visigoti; questi ultimi, con fortune alterne, riescono a mantenere il potere fino al 711, anno in cui il capitano berbero Tāriq ibn Ziyād sbarca a Gibilterra (dall'arabo Jabal Tāriq, monte di Tāriq), iniziando la conquista della penisola.
Pare che Algeciras abbia dato i natali ad Almanzor ("colui che è reso vincitore da Dio"), il grande capo militare e politico del Califfato di Cordova, guida delle campagne militari arabe nella penisola ed in Nordafrica tra il 981 ed il 1002.
Gli Arabi fortificano la città, costruendo l'Alcázar, la moschea ed imponenti mura turrite che circondano l'abitato. La loro dominazione continua fino al 1342, quando un assedio durato venti mesi ad opera delle truppe di Alfonso XI di Castiglia costringe Algeciras a capitolare. Il re cattolico entra trionfalmente in città il 28 marzo 1344, Domenica delle Palme: a ricordo perenne di ciò, ordina di trasformare la moschea in chiesa cristiana, rinominandola Nuestra Señora de la Palma.
Nel 1369 i Mori, capitanati da Muhammad V di Granada, sapendola indifesa, la attaccano e la prendono, ma poi, stimando di non poterla tenere, nel 1379 la incendiano e la radono al suolo. Gli abitanti fuggono e si trasferiscono a Gibilterra.
Il rango di cattedrale, dato con bolla pontificia alla chiesa di Nuestra Señora de la Palma, va a Cadice, che resterà sede vescovile fino ai giorni nostri.
Di Algeciras non si parla più fino al 4 agosto 1704, quando, come conseguenza della guerra di successione spagnola, la squadra navale anglo-olandese attacca Gibilterra, che viene occupata ed assoggettata al dominio anglosassone. I cittadini spagnoli, non volendo soggiacere agli inglesi, emigrano verso posti vicini: un gruppo si stabilisce nei pressi dell'eremo di San Roque (dove si formerà nel corso degli anni la città omonima), un altro a Ceuta, enclave spagnola in Marocco, ed un ultimo presso le rovine di Algeciras nelle vicinanze di un eremo, l'attuale Capilla de Nuestra Señora de Europa in quella che è oggi la Plaza Alta sulla collina. Rinasce così il centro abitato, inizialmente dipendente da San Roque.
Nel 1723 è ricostruita la chiesa dedicata a Nuestra Señora de la Palma, e nel 1748 viene fondato l'Hospital de La Caridad, per la cura dei poveri e degli invalidi.
Nel 1755 le viene riconosciuto lo statuto di città, e nasce l'Ayuntamiento.
Nel 1777 si procede alla costruzione dell'Acueducto de los Arcos, che attraversa su arcate il Río de la Miel.
La città nel secolo successivo si consolida, ma l'occasione per fare un rapido balzo in avanti capita nel 1906, quando è scelta come sede della Conferenza internazionale sul Marocco che vede la presenza dei rappresentanti di molte nazioni europee e nord africane. I dignitari apprezzano molto l'ospitalità e la bellezza dei luoghi, pubblicizzando la città chiamata Ciudad de la bella Bahía. Da questo momento inizia un rapido sviluppo.

## Monumenti e luoghi d'interesse

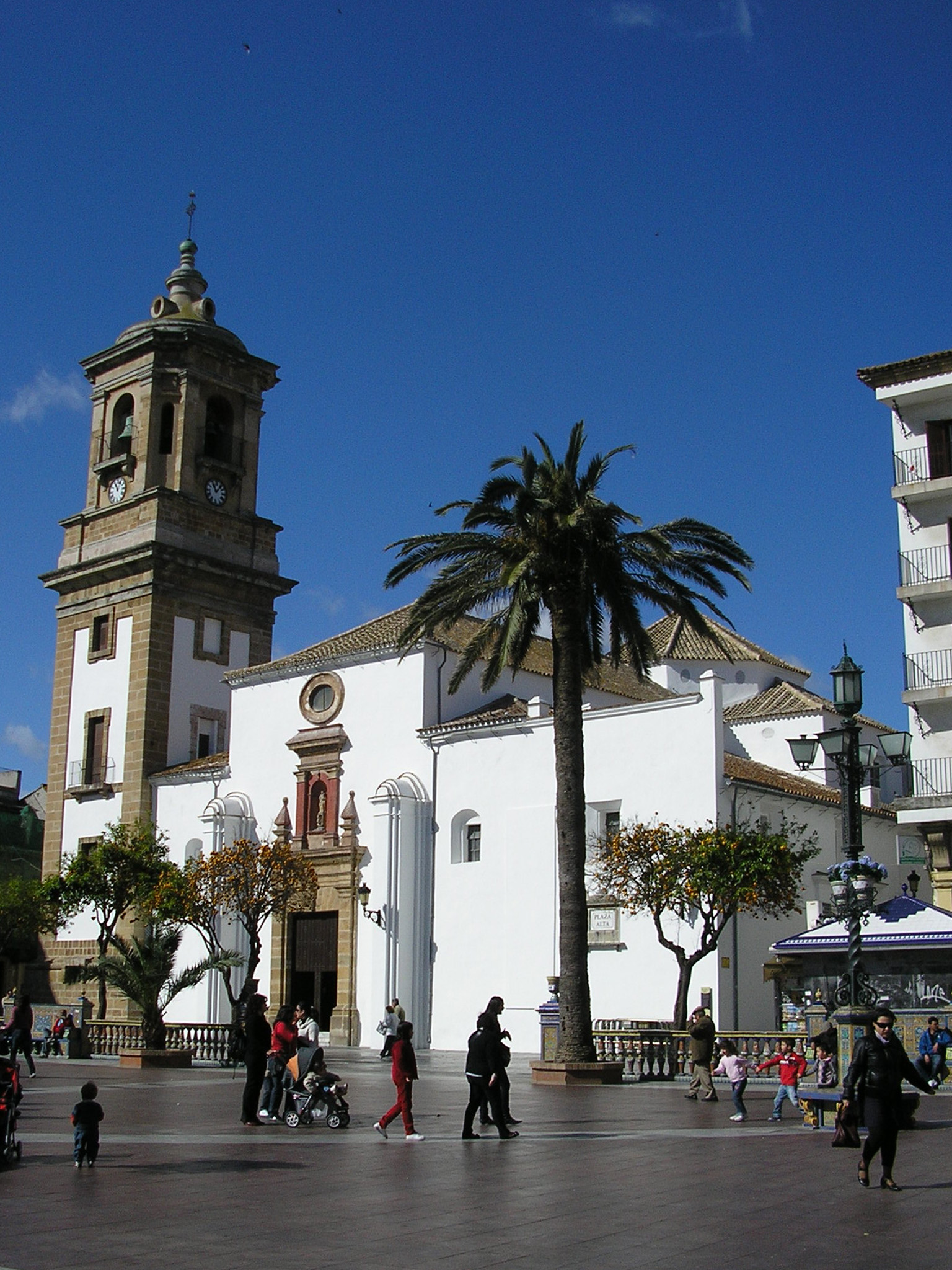
La Plaza Alta

Luoghi interessanti sono: la Villa Vieja con resti delle mura e della grande moschea araba.
I resti romani sulla spiaggia del Riconcillo, i resti delle mura andaluse costruite nel IX secolo durante il regno di Muhammad I emiro di Cordova e rafforzate quando sbarcarono gli Almoravidi nell'859 e costruirono un barbacane e una seconda cerchia del fosso. Più tardi anche gli Almohadi sbarcarono e costruirono una torre nel XII secolo. Oggi i resti di queste edificazioni si trovano nel Parque Arqueologico de las Murallas Meriníes.
La Capilla de Nuestra Señora de Europa fu qui trasferita da Gibilterra nel 1704 onde evitare profanazioni da parte degli inglesi che occuparono Gibilterra. Il terremoto del 1755 che devastò Lisbona e parte del Portogallo colpì anche la vicina Spagna meridionale, causando danni all'edificio, che fu ricostruito in stile barocco. La chiesa di Nuestra Señora de la Palma, di forme barocche che fu costruita tra il 1723 e il 1736, fronteggia la bella piazza quadrata con una fontana in ceramica e panchine con azulejos che illustrano le imprese di Don Chisciotte. Altri monumenti sono la Capilla del Santo Cristo de la Alameda barocca, l'Acueducto de los Arcos che porta l'acqua della Sierra del Cobre, costruito dal 1777 al 1783, la Casa Consistorial del 1897 ristrutturata nel 1930 con azulejos che rappresentano scene della Conferenza internazionale sul Marocco, che qui si tenne nel 1906, e paesaggi della zona.
La città è ricca di giardini e parchi.
La sua posizione risulta ottimale per il transito di merci e passeggeri, tanto che il suo porto è al primo posto in Spagna ed al secondo in Europa per traffico marittimo.
Un terzo del territorio comunale è occupato dal Parco naturale Los Alcornocales caratterizzato da intensa boscosità e scarsa presenza di abitazioni.

## Infrastrutture e trasporti

### Eliporti
Nel territorio è presente l'eliporto di Algeciras.

## Feste
Come in ogni altro centro di Spagna il calendario delle feste di Algeciras è molto ricco: oltre alle feste patronali delle parrocchie e dei diversi quartieri, si citano solo quelle che interessano tutta la città.
Il 6 gennaio la Cabalgata de los Reyes Magos, in febbraio il Carnevale con feste nei vari quartieri che negli ultimi giorni coinvolge tutti, tre giorni prima si ha per le vie della città la cabalcada fino a raggiungere il centro dove sono incoronate la dea del carnevale e le sue ninfe. La festa continua poi nei giorni successivi con balli e canti riempiendo la città di colore e musica.
La Settimana santa è celebrata con processioni delle diverse confraternite piene di pathos e folklore.
In giugno si svolgono cinque giornate dedicate alla tauromachia con una conferenza cui partecipano famosi toreri, picadores esperti di tauromachia e intellettuali, si svolgono ovviamente anche corride e un ciclo di "novilladas", corride con giovani torelli che servono anche come esercitazione agli allievi della Scuola di Tauromachia di Algeciras.
La festa più grande, detta Feria Real de Algeciras dichiarata d'interesse turistico nazionale dell'Andalusia, si tiene in giugno e dura 7 giorni. Il primo giorno è dedicata alla proclamazione delle regine della festa una bambina e una giovane, si susseguono le corride, la città è adornata e illuminata artisticamente, alla notte si fanno fuochi artificiali, si hanno cavalcate e sfilate di carri per le vie della città con lanci di caramelle e aperti ambienti di flamenco.
In luglio si celebra la festa di Nuestra Señora del Carmen patrona dei pescatori: la statua della Madonna che riposa tutto l'anno in una caverna sottomarina è portata sulla spiaggia da nuotatori subacquei, imbarcata su un battello e portata in processione di natanti per il golfo, poi, sbarcata sulla spiaggia del Reconcilio, è portata in processione dalle mogli, figlie, madri e sorelle dei pescatori, dopodiché è riportata nella sua grotta.
Algeciras è anche sede di diverse fiere, mostre e conferenze, caratteristica è in luglio la Feria de Ganado, cioè del bestiame, in vigore da più di 155 anni, dedicata ai bovini e caprini di razze selezionate.
A 16 miglia marine, raggiungibile in battello in un'ora e mezza, si trova Ceuta una delle due "plazas de Soberanía" (enclave) spagnole in territorio del Marocco, porto franco e moderna località turistica balneare.

## Società

### Evoluzione demografica
Evoluzione della popolazione dal 1900.

## Amministrazione

### Gemellaggi
- Tangeri